# Nagyvárosi fények
A Nagyvárosi fények (eredeti cím: City Lights) 1931-ben bemutatott amerikai film, melynek rendezője, forgatókönyvírója, producere, zeneszerzője és főszereplője Charlie Chaplin.

## Cselekmény
A kis Csavargó magányosan kóborol a nagyvárosban. Találkozik egy vak virágárus lánnyal, akibe azonnal beleszeret. Este pedig megment egy gazdag urat, aki végső elkeseredésében öngyilkos akart lenni. Hálából és az elfogyasztott italok hatására barátjává fogadja a Csavargót, és meghívja házába. Az Inas nem nézi jó szemmel a vendégeskedést. A milliomos azonban lelkesen beleveti magát barátjával az éjszakába. Másnap a Csavargó összetalálkozik a vak virágárus lánnyal, és új barátja pénzéből megveszi a lány virágait, majd hazaviszi őt a milliomos autóján. Ekkor történik a félreértés: a lány gazdag úrnak hiszi a Csavargót. Barátja házához visszatérve nem fogadják szívesen, a gazdag úr kijózanodott, és nem emlékszik a Csavargóra. Estére azonban a kocsmából kijövet újra barátként fogadja őt. Másnap kezdődik az egész elölről. A Milliomos elutazik Európába a felesége után, a Csavargó pedig úgy dönt, hogy dolgozni fog és segít a virágárus lánynak.
Először utcaseprő lesz, de kirúgják. Majd egy bokszmeccsen vesz részt, ahonnan szintén pénz nélkül kell távoznia. Mindeközben folyamatosan előadja a lánynak, hogy milyen gazdag ő valójában. Egy újságcikkben arról olvasnak, hogy egy orvos meg tudja gyógyítani a vakokat, de a gyógyulás drága. A Csavargó megígéri, hogy megszerzi a pénzt. Emellett kiderül, hogy a lányt és nagymamáját ki akarják lakoltatni. Így a Csavargó kétszeresen is segíthetne a lányon, de pénzt nem tud szerezni.
Éjjel a városban kódorogva összeakad a Milliomossal, aki hazatért Európából, és ismét részeg. A Csavargó elkéri tőle a pénzt, és barátja készségesen átnyújtja neki. Azonban betörők jönnek, és leütik a házigazdát, aki ettől magához tér, és ismét nem tudja, kicsoda a Csavargó. A bűnözők eltűnnek, és ő lesz a gyanúsított. A pénzzel együtt megszökik, majd odaadja a pénzt a virágárus lánynak. Az utcán sétálva a rendőrség elkapja, és ősszel engedik ki a börtönből.
A lány eközben meggyógyult, és szép virágüzlete van. A Csavargó egyszer csak észreveszi őt. A lány felismeri az egykor gazdagnak hitt szegény Csavargót.

## Szereplők
- Virginia Cherrill – a vak lány
- Florence Lee – a vak lány nagymamája
- Harry Myers – különc milliomos
- Al Ernest Garcia – milliomos komornyikja
- Hank Mann – harcos
- Charlie Chaplin – a csavargó

## Érdekességek
A film – annak ellenére, hogy már a hangosfilmek korában készült – szinte teljes mértékben némafilm, eltekintve az aláfestő zenétől, néhány hangeffektustól és néhány beszédet utánzó érthetetlen hangfoszlánytól. A filmhang Vitaphone eljárással készült (hanglemezre; sound-on-disk). A némafilmes színészek körében nem volt általános a hangosfilm ellenzése. Ha nem Chaplinről lett volna szó, akkor valószínűleg a Nagyvárosi fények hangosfilmként forgatták volna, de Chaplin még hosszú ideig idegenkedett az új műfajtól – első hangosfilmje A diktátor (1940) volt. Hatalmas hollywoodi befolyásának, művészi és anyagi függetlenségének köszönhetően képes volt hagyományos feliratkártyákkal elkészíteni a művet. 
Chaplin ismert volt maximalizmusáról és arról, hogy sokkal több felvételt készített, mint kortársai. A forgatás felénél például kirúgta Virginia Cherrillt és újrakezdte a filmet Georgia Hale-lel, de utána visszavette Cherrillt, mivel ilyen mennyiségű film elpazarlása még számára is túlságosan drága volt. Körülbelül hét percnyi próbafelvétel fennmaradt Hale szereplésével, melyet először az Unknown Chaplin című dokumentumfilmben, egy szintén ritka bevezető jelenettel együtt láthatott a nagyközönség.[forrás?]
Mire a film elkészült, a némafilmek már népszerűtlenné váltak, ennek ellenére Chaplin karrierjének egyik legnagyobb művészi sikere és a legtöbb bevételt hozó alkotása lett, és összes filmje közül erre volt a legbüszkébb. Az utolsó jelenet különösen közel állt a szívéhez. Azt mondta róla: „Egyedül a Nagyvárosi fények utolsó jelenetében … nem színészkedem […] Majdhogynem védekezve, magamon kívüli állapotban nézek … Ez egy gyönyörű jelenet, gyönyörű, és azért, mert nincs túljátszva.” A filmzenét maga Chaplin állította össze, ez lett a filmtörténet egyik leglíraibb filmzenéinek egyike: José Padilla: A virágáruslány (La Violetera) és egyéb zeneművek, sőt, még az Egyesült Államok himnusza is elhangzik.